# Teledifusão de Macau

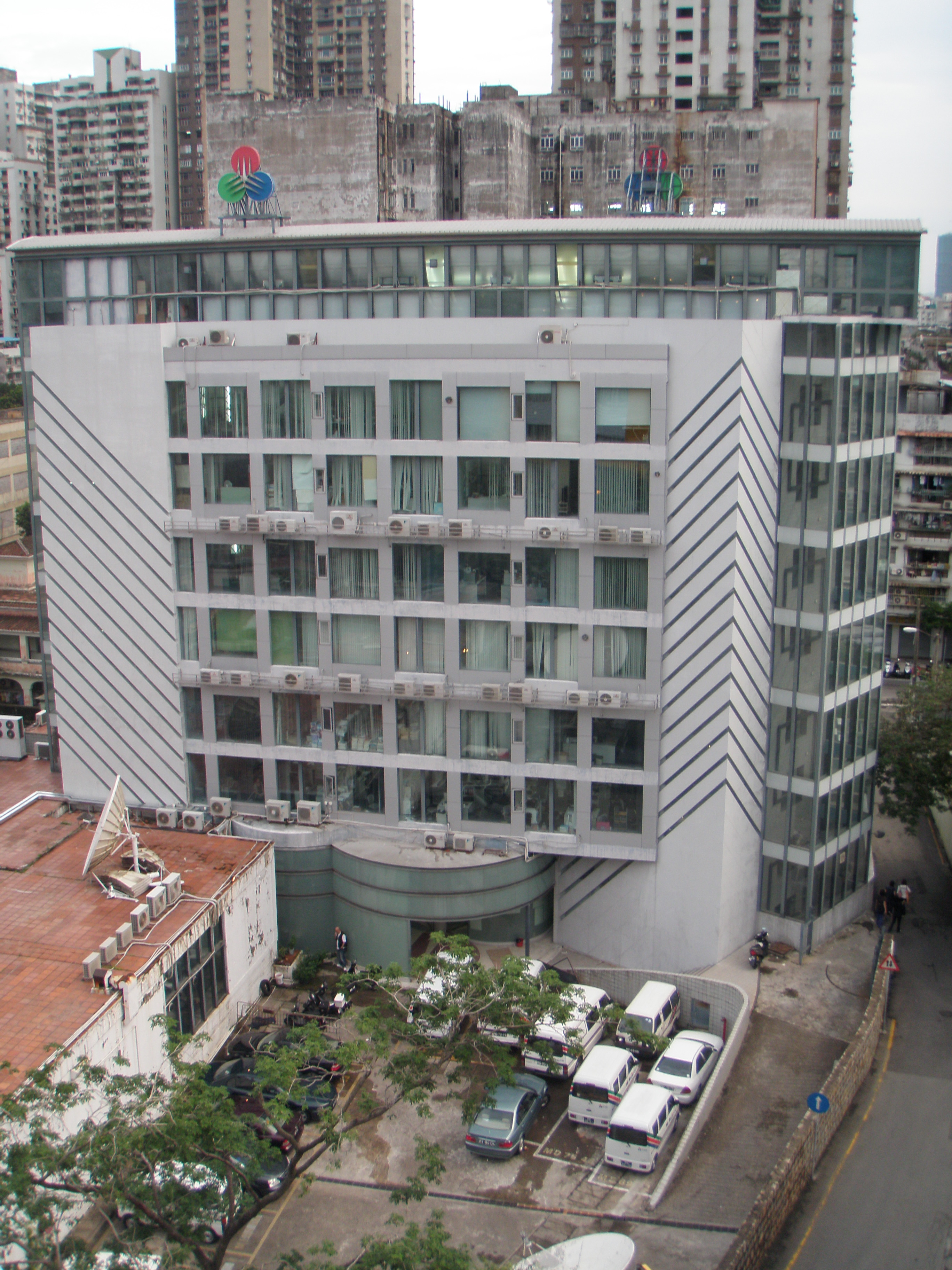
A sede da TDM

A Teledifusão de Macau SARL (TDM) (em chinês tradicional: 澳門廣播電視股份有限公司) é uma emissora pública local responsável pela prestação do serviço público de radiodifusão sonora e televisiva em sinal aberto na Região Administrativa Especial de Macau.

## História e actualidade
Foi fundada como uma empresa pública com administração independente no dia 1 de Janeiro de 1982, com o nome de Companhia de Televisão e Radiodifusão de Macau (TDM), substituindo assim a extinta Emissora de Radiodifusão de Macau (ERM). Nesse mesmo ano, a Rádio Macau, responsável pela prestação do serviço público de radiodifusão e criada em 1976, passou a estar subordinada à TDM. Em Agosto de 1988, devido a escândalos de corrupção e ineficácia, a TDM foi extinta como empresa pública e, depois de 49,5% das suas acções serem compradas por privados, passou a ser uma empresa público-privada. Esta nova empresa passou a chamar-se de Teledifusão de Macau (TDM).
O primeiro canal local de televisão iniciou a sua actividade no dia 13 de Maio de 1984, com emissões diárias das 18h00 às 23h00, alternando programas em português e chinês. Em 1990, este canal único da TDM dividiu-se em dois canais: o Chong Man Toi (em língua chinesa) e o Canal Macau (em língua portuguesa). Actualmente, a Rádio Macau possui também dois canais: o Ou Mun Tin Toi (em língua chinesa) e a Rádio Macau (em língua portuguesa).
Além do sinal da TDM,os residentes da Região Administrativa Especial também recebem o sinal da CCTV,da Southeast Television, da Hunan TV e da Guangdong Television.
A TDM cessou a transmissão analógica a partir das 00:00 do dia 30 de Junho de 2023.

## Emissões em língua portuguesa
O Canal Macau do grupo TDM exibe actualmente programas em português, sendo alguns deles oriundos da RTP Internacional. A TDM também exibe telenovelas produzidas pela Globo. Os principais programas feitos pela TDM são os telejornais locais diários cuja duração é normalmente de 30 a 45 minutos e a transmissão em directo da missa dominical que se realiza na Igreja da Sé e de algumas reuniões da Assembleia Legislativa. Mas a TDM tem também programas temáticos semanais como o TDM DESPORTO,a Montra do Lilau (magazine cultural), TDM Entrevista, TDM Talk Show e o Contraponto (programa de debate). 
No Canal Macau, a TDM emite tambem em Inglês, com um noticiário e um programa de entrevistas. 
A TDM também mantém um canal de rádio em português, a Rádio Macau, com uma emissão de produção própria das 7h às 24h. A partir dessa hora, a Rádio transmite em cadeia a programação da RDP-Antena 1. A Rádio Macau emite noticiários locais, além de ter programas de música e de informação, e tem ainda programas especiais em indonésio e tagalo.